# Lee Ki-bum
Lee Ki-bum (이기범?, I GibeomLR; 8 agosto 1970) è un ex calciatore sudcoreano, di ruolo centrocampista.

## Carriera

### Club
Tra il 1993 ed il 2000 ha giocato nella prima divisione sudcoreana.

### Nazionale
Esordisce in nazionale il 25 aprile 1993 subentrando dalla panchina in una partita amichevole pareggiata per 1-1 contro l'Iraq; tre giorni più tardi subentra nuovamente dalla panchina in una seconda amichevole contro l'Iraq, mentre il successivo 9 maggio gioca in una partita di qualificazione ai Mondiali del 1994 contro il Bahrein; il 9 giugno 1993 realizza una tripletta in una partita di qualificazione ai Mondiali vinta 7-0 contro l'India, nella quale gioca inoltre per la prima volta da titolare in nazionale: si tratta delle sue uniche reti in carriera con la maglia della nazionale. Sempre nel 1993 disputa inoltre un'ulteriore partita di qualificazione ai Mondiali (sempre contro l'India) e vari incontri amichevoli, arrivando ad un bilancio totale di 10 presenze e 3 reti con la maglia della nazionale.

## Palmarès

### Club

#### Competizioni nazionali
- K League 1: 3

C. Ilhwa Chunma: 1993, 1994, 1995
- Korean League Cup: 1

Suwon Bluewings: 2000
- Supercoppa della Corea del Sud: 1

Suwon Bluewings: 2000

#### Competizioni internazionali
- AFC Champions League: 1

C. Ilhwa Chunma: 1995
- Supercoppa d'Asia: 1

C. Ilhwa Chunma: 1996
- Coppa dei Campioni afro-asiatica: 1

C. Ilhwa Chunma: 1996